# Élections générales anglaises de 1695
 (juin 2017).
Les élections générales anglaises de 1695 se sont déroulées en Angleterre entre octobre et novembre 1695. Ces élections sont remportées par le parti whig.